# Теудигизел
Теудигизел (по Иордану — Тиудигислоза, по Исидору — Теодискл) — король вестготов в 548 —549 годах.

## Биография
Теудигизел — преемник Теудиса, при котором был начальником войска. Во время нападения франкских королей Хильдеберта I и Хлотаря I на владения Теудиса, Теудигизел, получив от франков подкуп, изменнически дал врагам уйти через пиренейские ущелья с огромной добычей, хотя легко мог их уничтожить (541 или 542 год). 

«Готы, под командой военачальника Теодигисла, перекрыли проходы в Испанию и, к собственному удивлению, разгромили армию франков. В ответ на мольбы и огромные суммы денег, военачальник дал вражеским отрядам проход на период в один день и одну ночь. Франки, которые не успели отступить в отведённое время, были безжалостно уничтожены мечами готов».
Возможно, что, будучи ближайшим соратником Теудиса, Теудигизел, став королём, продолжил его политику по отношению к испано-римскому населению и ортодоксально-никейской церкви. Это вызвало резкое недовольство готской знати, которая выступила против него. О короле стали распускать слухи, обвиняющие его в разврате, насилиях, стремлении уничтожить многих видных деятелей готской знати. Насколько эти слухи были справедливы, неизвестно, но они стали оправданием возникновения заговора, в результате которого король был убит на следующий год во время пира (октябрь 549 года). 

«Он публично осквернил семейные узы многих магнатов и решил их убить. Однако он был опережен группой заговорщиков из Севильи. Ему перерезали горло посреди праздника, и от этого он умер».

«Однажды, когда он пировал со своими друзьями и от души веселился, внезапно погасли светильники, и он погиб, возлежа за столом, от меча своих недругов».
По словам Исидора Севильского, это убийство стало результатом заговора «многих могущественных» в непосредственном окружении короля. Иордан говорит о «своих», которые убили Теудигизела. Тут речь явно идёт о выражении недовольства довольно широкого круга вестготской знати. Это убийство открыло двадцатилетний период политической нестабильности в Вестготском королевстве. Григорий Турский, писавший во второй половине VI века, говорит о «готской болезни», выразившейся в убийстве готами неугодных королей.
Теудигизел правил 1 год, 6 месяцев и 13 дней. Существует предположение о тождестве вестготского короля Теудигизела и сына остготского короля Теодахада Теудегискла, но реальных оснований для такого утверждения нет.